# Реконструкція (селище)
Реконструкція (рос. Реконструкция) — селище у Михайлівському районі Волгоградської області Російської Федерації.
Населення становить 1272 особи. Входить до складу муніципального утворення Совхозна сільська рада Михайлівського міського округу.

## Історія
Селище розташоване у межах українського історичного та культурного регіону Жовтий Клин.
Згідно із законом від 28 червня 2012 року № 65-ОД органом місцевого самоврядування є відділ сільської території Совхозна сільська рада Михайлівського міського округу.

## Населення
| 2010 |
| ---- |
| 1272 |